# Безхутрий Микола Микитович
Микола Микитович Безху́трий (нар. 16 жовтня 1919, Харків — пом. 12 жовтня 1995, Харків) — український мистецтвознавець і письменник; член Харківської організації Спілки радянських художників України з 1960 року. Батько літературознавця Юрія Безхутрого.

## Біографія
Народився 16 жовтня 1919 року в місті Харкові (нині Україна). Протяном 1938—1941 та 1945—1946 років навчався на філологічному факультеті Харківського університету, де його викладачами були зокрема М. Ткаченко та М. Наконечний.
Брав участь у німецько-радянській війні. Служив рядовим у 1329-й окремій телеграфно-експлуатаційній роті. Нагороджений медаллю «За відвагу» (8 жовтня 1944), орденом Вітчизняної війни ІІ ступеня (6 квітня 1985).
Протягом 1946—1947 років працював редактором відділу сучасної української літератури у Держлітвиідаві Укріаїни у Києві; потім у Харківському художньому музеї: у 1949—1950 роках — науковим співробітником; у 1950—1954 роках — вченим секретарем; у 1955—1971 роках — завідувачем відділу; у 1976—1979 роках — головним хранителем. Одночасно упродовж 1960—1976 років був головою секції мистецтвознавства Харківської організації Спілки радянських художників України. 
Жив у Харкові, в будинку на вулиці Отакара Яроша, № 21, квартира 20. Помер у Харкові 12 жовтня 1995 року.

## Наукова і літературна діяльність
Працював в галузі мистецтвознавства та художньої критики. Досліджував шляхи розвитку образотворотворчого мистецтва на Слобожанщині, переважно пейзажний живопис харківської школи.  Автор:
нарисів
- «С. І. Васильківський» (Київ, 1954; 1970; 1987);
- «Петро Левченко» (Київ, 1956; 1984; 1987);
- «О. М. Довгаль, І. М. Шульга» (Київ, 1962);
- «А. Константинопольський» (Харків, 1974);
- «Леонід Чернов» (Київ, 1979);
- «О. Хмельницький» (Харків, 1989);

альбомів
- «Харківський державний музей образотворчого мистецтва» (Київ, 1960; 1964; 1968);
- «Харківський художній музей» (Київ, 1971);
- «Харьковский художественный музей: Путеводитель» (Харків, 1980).

Брав участь у підготуванні:
- довідника «Художники Харкова» (Харків, 1967);
- «Історії українського мистецтва» (Київ, 1970, том 4, книга 2).

Як письменник написав історико-біографічні повісті
- «Сонячний художник» (Київ, 1967);
- «Народжений вдруге» (Київ, 1971);
- «Сергій Васильківський» (Київ, 1979).